# Дерново (Смоленская область)
Дерново — деревня в Новодугинском районе Смоленской области России. Входит в состав Извековского сельского поселения. Население — 4 жителя (2007 год).
Расположена в северо-восточной части области в 30 км к юго-западу от Новодугина, в 22 км западнее автодороги Р134 «Старая Смоленская дорога» Смоленск — Дорогобуж — Вязьма — Зубцов. В 25 км восточнее деревни расположена железнодорожная станция О.п. 232-й км на линии Вязьма — Ржев.

## История
В годы Великой Отечественной войны деревня была оккупирована гитлеровскими войсками в октябре 1941 года, освобождена в марте 1943 года.

## Известные жители
- Ширинский-Шихматов, Платон Александрович (1790—1853) — министр народного просвещения (1850—1853).